# Lijst van bezittingen van News Corp
Dit is een uitgebreide lijst van bezittingen van News Corp.

## Televisie
- Fox Sports Australia
- Foxtel

## Magazines
- body+soul
- Business Daily
- delicious
- Escape
- Foxtel
- GQ Australia
- Hit
- Kidspot
- Mansion Australia
- Motoring
- Sportsman
- Super Food Ideas
- taste.com.au
- The Deal
- The Weekend Australian Magazine
- Vogue Australia
- Vogue Living
- Whimn
- Wish

## Nieuwsbladen
- News UK
  - Verenigd Koninkrijk
    - The Sun
    - The Times Literary Supplement
    - The Times
    - Sunday Times
- News Corp Australia
  - Australië
    - The Daily Telegraph
    - The Australian
    - Herald and Weekly Times
    - The Courier-Mail
    - Gold Coast Bulletin
    - The Mercury and Sunday Tasmanian
    - MX

  - Papoea-Nieuw-Guinea
    - Papua New Guinea Post-Courier

  - Verenigde Staten
    - New York Post

## Boeken
- HarperCollins

## Internet
- news.com.au
- Punters.com.au
- SuperCoach
- tips.com.au
- hipages
- racenet.com.au
- odds.com.au
- Mogo
- onebigswitch.com.au
- Knewz
- realestate.com.au
- Business Spectator
- eurekareport.com.au
- Australia's Best Recipes – bestrecipes.com.au
- delicious.com.au
- Kidspot.com.au
- homelife.com.au
- myfun.com
- Storyful
- SUDDENLY - Content Agency
- Medium Rare Content Agency
- HT&E (Here, There & Everywhere)
- News Xtend

## Overige
- Brisbane Broncos
- Move (80%)
  - realtor.com
- REA Group (60%)